# Rhosus (Gattung)

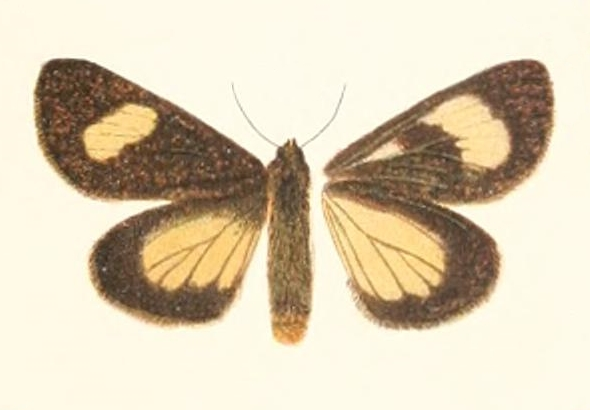
Rhosus posticus, John Gerrard Keulemans, 1896

Rhosus ist eine Gattung der Schmetterlinge in der Familie der Eulenfalter (Noctuidae).

## Merkmale
Die Arten der Gattung Rhosus weisen gemeinsame Merkmale der männlichen Genitalien auf. Diese besitzen einen langen, starken Cornutus auf der Vesica.

## Verbreitung
Die Arten der Gattung Rhosus kommen ausschließlich in der Neotropis (Südamerika) vor.

## Systematik
Die Gattung besteht aus mindestens 18 Arten.
- Rhosus aeruginosa Walker, 1854 –
- Rhosus aguirreri Berg, 1882 – Argentinien
- Rhosus albiceps Draudt, 1919 – Kolumbien
- Rhosus clavigera Walker, 1854 –
- Rhosus columbiana Hampson, 1910 – Kolumbien
- Rhosus denieri Köhler, 1936 – Argentinien
- Rhosus isabella Dognin, 1898 – Ecuador

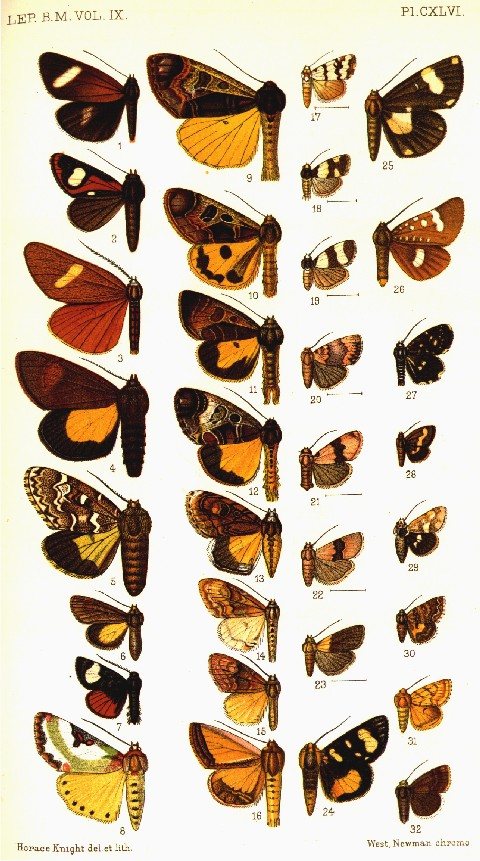
1. Rhosus colombiana, f. Vol. IX. p. 413. Colombia., Sir George F. Hampson, Bart.

- Rhosus judsoni (Schaus, 1933) (syn. Cabralia judsoni) – Ecuador
- Rhosus leuconoe Felder, 1874 – Kolumbien
- Rhosus ornata Jörgensen, 1935 – Argentinien
- Rhosus ovata Rothschild, 1896 – Brasilien
- Rhosus pampeana Jörgensen, 1935 – Argentinien
- Rhosus posticus Walker, 1854 – Brasilien, Venezuela
- Rhosus pulverosa Rothschild, 1896 – Venezuela
- Rhosus quadrimacula Herrich-Schäffer, 1855 –
- Rhosus spadicea Felder, 1874 – Kolumbien
- Rhosus storniana Köhler, 1936 – Argentinien
- Rhosus unipuncta Schaus, 1896 –